# Oekraïne op het Eurovisiesongfestival 2009

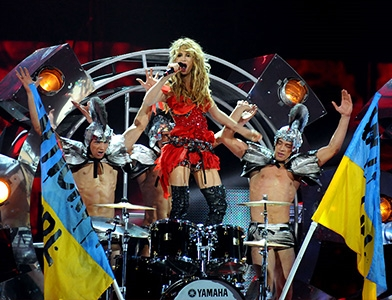
Svetlana Loboda treedt op namens Oekraïne tijdens het Eurovisiesongfestival 2009

Oekraïne nam deel aan het Eurovisiesongfestival 2009 in Moskou, Rusland. Het was de 7de deelname van het land op het Eurovisiesongfestival. De NTU was verantwoordelijk voor de Oekraïense bijdrage voor de editie van 2009.

## Selectieprocedure
Er waren eerst 2 halve finales met een totaal van 20 artiesten. Deze vonden plaats in het Sports Palace in Kiev. Echter veranderde dit later in één halve finale die niet daar plaatsvond.
De halve finale werd intern georganiseerd door de NTU met 15 artiesten.
Echter was er geen uitslag, waardoor ze allemaal doormochten naar de finale.

| Volgorde | Artiest             | Lied                       | Punten | Plaats |
| -------- | ------------------- | -------------------------- | ------ | ------ |
| 1        | Lenara              | "Flash"                    | 12     | 9      |
| 2        | Goryachiy Shokolad  | "Kiss"                     | 13     | 8      |
| 3        | Tetyana Bryantseva  | "Sweet and Sugar Baby"     | 5      | 13     |
| 4        | Denis Barkanov      | "You Are My Love and Pain" | 19     | 5      |
| 5        | Zaklyopki           | "Time Is Up"               | 22     | 2      |
| 6        | Natalia Volkova     | "Gush"                     | 16     | 6      |
| 7        | 4 Kings             | "Tearin' Up My Heart"      | 10     | 11     |
| 8        | ANA                 | "You're Like A Paradise"   | 4      | 14     |
| 9        | Svetlana Loboda     | "Be My Valentine"          | 28     | 1      |
| 10       | GODO                | "Zagadaymo Bazhannya"      | 11     | 10     |
| 11       | Alexander Panayotov | "Superhero"                | 22     | 2      |
| 12       | Ira Poison          | "You Free Me"              | 22     | 2      |
| 13       | Kishe               | "Midnight"                 | 8      | 12     |
| 14       | Tori Joy            | "Smile"                    | 18     | 6      |

## In Moskou
In de tweede halve finale moest men optreden als 17de, net na Albanië en voor Estland. Bij de onthulling van de finalisten bleek dat men erbij was. Men eindigde als 6de in de halve finale met 80 punten.
België zat in de andere halve finale en Nederland had geen punten over voor deze inzending.
In de finale moest men aantreden als 21ste, na Noorwegen en voor Roemenië. Op het einde van de avond bleek dat ze op een twaalfde plaats waren geëindigd met 76 punten.
België en Nederland hadden geen punten over voor deze inzending.

### Gekregen punten

#### Halve Finale 2
| 12 punten | 10 punten               | 8 punten                          | 7 punten          | 6 punten                       |
| --------- | ----------------------- | --------------------------------- | ----------------- | ------------------------------ |
|           | - Azerbeidzjan - Spanje | - Hongarije - Moldavië            | - Polen - Rusland | - Cyprus - Letland - Slowakije |
| 5 punten  | 4 punten                | 3 punten                          | 2 punten          | 1 punt                         |
|           |                         | - Estland - Griekenland - Ierland | - Litouwen        | - Servië                       |

#### Finale
| 12 punten              | 10 punten              | 8 punten    | 7 punten                                         | 6 punten                          |
| ---------------------- | ---------------------- | ----------- | ------------------------------------------------ | --------------------------------- |
|                        | - Azerbeidzjan - Polen | - Hongarije |                                                  | - Portugal - Spanje - Wit-Rusland |
| 5 punten               | 4 punten               | 3 punten    | 2 punten                                         | 1 punt                            |
| - Noorwegen - Tsjechië | - Litouwen - Moldavië  | - Armenië   | - Israël - Malta - Rusland - Verenigd Koninkrijk | - Slovenië                        |

| Jury punten finale                                              | Jury punten finale | Jury punten finale | Jury punten finale | Jury punten finale      |
| 12 punten                                                       | 10 punten          | 8 punten           | 7 punten           | 6 punten                |
| --------------------------------------------------------------- | ------------------ | ------------------ | ------------------ | ----------------------- |
|                                                                 | - Azerbeidzjan     | - Polen            | - Litouwen         | - Armenië - Wit-Rusland |
| 5 punten                                                        | 4 punten           | 3 punten           | 2 punten           | 1 punt                  |
| - Hongarije - Malta - Noorwegen - Rusland - Verenigd Koninkrijk | - Spanje           |                    |                    | - Zweden - Turkije      |

| Televoting punten finale             | Televoting punten finale | Televoting punten finale                         | Televoting punten finale | Televoting punten finale |
| 12 punten                            | 10 punten                | 8 punten                                         | 7 punten                 | 6 punten                 |
| ------------------------------------ | ------------------------ | ------------------------------------------------ | ------------------------ | ------------------------ |
|                                      |                          | - Azerbeidzjan - Hongarije - Portugal - Tsjechië | - Polen                  | - Israël - Spanje        |
| 5 punten                             | 4 punten                 | 3 punten                                         | 2 punten                 | 1 punt                   |
| - Moldavië - Wit-Rusland - Slowakije |                          |                                                  | - Turkije                | - Letland - Montenegro   |

### Punten gegeven door Oekraïne

#### Halve Finale 2
Punten gegeven in de halve finale:
| 12 punten | Azerbeidzjan |
| 10 punten | Noorwegen    |
| 8 punten  | Moldavië     |
| 7 punten  | Estland      |
| 6 punten  | Polen        |
| 5 punten  | Litouwen     |
| 4 punten  | Griekenland  |
| 3 punten  | Albanië      |
| 2 punten  | Slowakije    |
| 1 punt    | Kroatië      |

#### Finale
Punten gegeven in de finale:
| 12 punten | Noorwegen           |
| 10 punten | Azerbeidzjan        |
| 8 punten  | Rusland             |
| 7 punten  | Moldavië            |
| 6 punten  | Verenigd Koninkrijk |
| 5 punten  | Denemarken          |
| 4 punten  | Estland             |
| 3 punten  | Frankrijk           |
| 2 punten  | Armenië             |
| 1 punt    | Israël              |

| 12 punten | Noorwegen           |
| 10 punten | Azerbeidzjan        |
| 8 punten  | Denemarken          |
| 7 punten  | Verenigd Koninkrijk |
| 6 punten  | Israël              |
| 5 punten  | Moldavië            |
| 4 punten  | Frankrijk           |
| 3 punten  | Litouwen            |
| 2 punten  | Kroatië             |
| 1 punt    | IJsland             |

| 12 punten | Rusland             |
| 10 punten | Noorwegen           |
| 8 punten  | Azerbeidzjan        |
| 7 punten  | Estland             |
| 6 punten  | Armenië             |
| 5 punten  | Moldavië            |
| 4 punten  | IJsland             |
| 3 punten  | Frankrijk           |
| 2 punten  | Verenigd Koninkrijk |
| 1 punt    | Malta               |

2003 · 2004 · 2005 · 2006 · 2007 · 2008 · 2009 · 2010 · 2011 · 2012 · 2013 · 2014 · 2015 · 2016 · 2017 · 2018 · 2019-2020 · 2021 · 2022 · 2023 · 2024 · 2025